# Nerf du muscle piriforme
 (février 2023).
Le nerf du muscle piriforme (ou nerf du pyramidal), est un nerf moteur du pelvis.

## Origine
Le nerf du muscle piriforme est une branche collatérale de la partie postérieure du plexus sacral. Il nait de la branche antérieure du deuxième nerf sacré.

## Trajet
Le nerf du muscle piriforme aborde le muscle piriforme par sa face antérieure pour l'innerver.

### Variation
Le nerf du muscle piriforme peut être double.
Ce nerf ne doit pas être confondu avec le nerf glutéal inférieur, qui provient également des divisions postérieures des premier et deuxième rameaux ventraux sacrés.